# Коронник чокоанський
Коронник чокоанський (Myiothlypis chlorophrys) — вид горобцеподібних птахів родини піснярових (Parulidae).. Мешкає в Колумбії і Еквадорі. Вважався підвидом золоточеревого коронника, однак був виділений в окремий вид.

## Опис
Довжина птаха становить 13 см. Верня частина тіла і боки оливково-зелені, нижня частина тіла жовта, живіт має зеленуватий відтінок. Над очима зеленувато-жовті "брови", тім'я темне, на ньому жовта смуга.

## Поширення і екологія
Чокоанські коронники поширені на південному заході Колумбії і на заході Еквадору. Живе в тропічних лісах західних схилів Анд на висоті від 300 до 1400 м над рівнем моря.